# Kanton Beaufort-en-Anjou
Het kanton Beaufort-en-Anjou, tot 5 maart 2020 Beaufort-en-Vallée, is een kanton van het Franse departement Maine-et-Loire. Het kanton maakt deel uit van het arrondissement Saumur.

## Gemeenten
Het kanton Beaufort-en-Vallée omvatte tot 2014 de volgende 8 gemeenten:
- Beaufort-en-Vallée (hoofdplaats)
- Brion
- Corné
- Fontaine-Guérin
- Gée
- La Ménitré
- Mazé
- Saint-Georges-du-Bois

Na de herindeling van de kantons door het decreet van 26 februari 2014, met uitwerking op 22 maart 2015, telde het kanton 32 gemeenten.
Op 1 januari 2016 werden:
- de gemeenten Beaufort-en-Vallée en Gée samengevoegd tot de fusiegemeente (commune nouvelle) Beaufort-en-Anjou,
- de gemeenten Clefs-Val d'Anjou, Bocé, Chartrené, Cheviré-le-Rouge, Cuon, Échemiré, Fougeré, Le Guédeniau en Saint-Quentin-lès-Beaurepaire toegevoegd aan de gemeente Baugé-en-Anjou die daardoor het statuut van 'commune nouvelle' kreeg,
- de gemeenten Brion, Fontaine-Guérin en Saint-Georges-du-Bois samengevoegd tot de fusiegemeente (commune nouvelle) Les Bois d'Anjou,
- de gemeenten Fontaine-Milon en Mazé samengevoegd tot de fusiegemeente (commune nouvelle) Mazé-Milon.

Op 15 december 2016 werden de gemeenten Auverse, Breil, Broc, Chalonnes-sous-le-Lude, Chavaignes, Chigné, Dénezé-sous-le-Lude, Genneteil, Lasse, Linières-Bouton, Meigné-le-Vicomte, Méon, Noyant en Parçay-les-Pins samengevoegd tot de fusiegemeente (commune nouvelle) Noyant-Villages.
Sindsdien omvat het kanton volgende 6 gemeenten:
- Baugé-en-Anjou
- Beaufort-en-Anjou (hoofdplaats)
- Les Bois d'Anjou
- Mazé-Milon
- Noyant-Villages
- La Pellerine